# Udo Ulfkotte

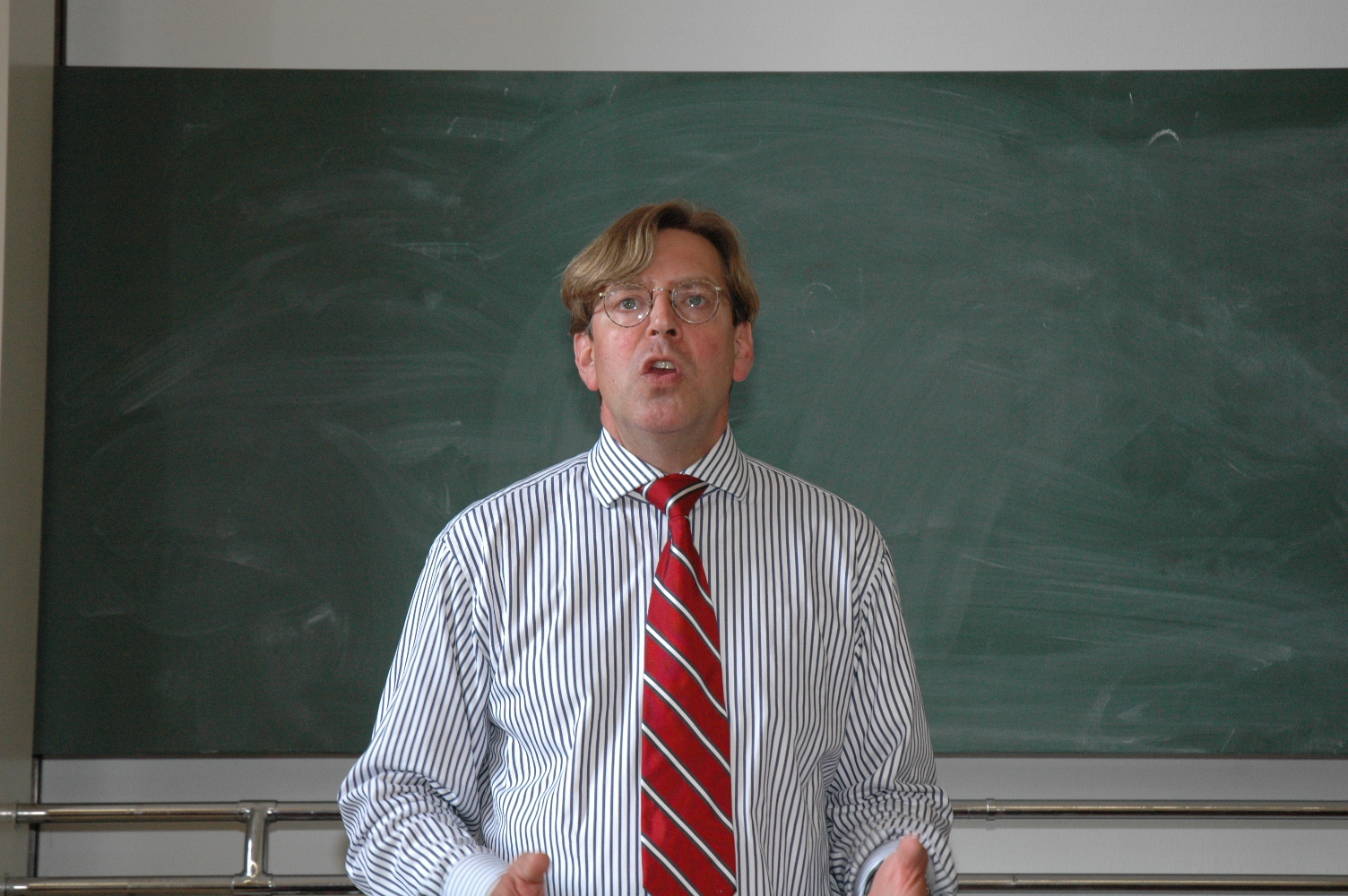
Udo Ulfkotte (2007)

Udo Konstantin Ulfkotte (* 20. Januar 1960 in Lippstadt; † 13. Januar 2017) war ein deutscher Journalist und Publizist. Von 1986 bis 2003 war er politischer Redakteur bei der Frankfurter Allgemeinen Zeitung (FAZ). Ab Ende der 1990er Jahre schrieb er mehrere Bestseller und vertrat zunehmend rechtspopulistische, islamfeindliche sowie verschwörungstheoretische Positionen. Zuletzt publizierte er ausnahmslos beim Kopp Verlag.

## Leben
Ulfkotte wurde 1960 als Sohn von Theo und Gertrud Ulfkotte, geb. Hartweg, im westfälischen Lippstadt geboren und wuchs in Dorsten und Warburg auf. Nach dem Abitur 1978 am Gymnasium Marianum in Warburg studierte er nach eigenen Angaben an der Albert-Ludwigs-Universität Freiburg Rechtswissenschaft und Politikwissenschaft, nach Angaben des Kopp Verlages „Kriminologie, Islamkunde und Politik“. Im Februar 1987 wurde er an der Universität Freiburg mit einer von Dieter Oberndörfer betreuten Dissertation über Kontinuität und Wandel amerikanischer und sowjetischer Politik in Nah- und Mittelost 1967 bis 1980 zum Dr. phil. promoviert.
Im Oktober 1986 wurde er Mitglied der politischen Redaktion der FAZ, bei der er bis 2003 dem Ressort Außenpolitik angehörte und sich besonders mit Afrika, den arabischen Staaten und den Vereinten Nationen befasste. Nach eigenen Angaben, die allerdings von Jan Fleischhauer angezweifelt wurden, lebte er zwischen 1986 und 1998 überwiegend in islamischen Ländern (u. a. Irak, Iran, Afghanistan, Saudi-Arabien, Oman, Vereinigte Arabische Emirate, Ägypten und Jordanien) und bereiste über sechzig Staaten. Diese Aufenthalte hätten sein Islambild mitgeprägt. Zuletzt soll er sich laut Michael Schmidt-Salomon als „wiedergeborener Christ“ verstanden haben.
Bereits während seines Studiums war er Mitarbeiter der CDU-nahen Konrad-Adenauer-Stiftung und gehörte von 1999 bis 2003 dem Planungsstab der Stiftung an. Er galt als Spezialist für Sicherheitsmanagement und Wirtschaftsspionage. Ulfkotte war von 1999 bis 2007 Lehrbeauftragter für Sicherheitsmanagement im Fachbereich Betriebswirtschaft an der Leuphana Universität Lüneburg und unterrichtete Konkurrenzbeobachtung in den USA. Von Juni 2005 bis Juni 2006 war er Chefkorrespondent des Personality-Magazins Park Avenue des Hamburger Verlags Gruner + Jahr. Seine Artikel erschienen unter anderen in den Zeitschriften Capital,  Cicero, Junge Freiheit und über die Nachrichtenagentur ddp. Ulfkotte war in mehreren Talkshows und im Presseclub zu Gast.
2004 durchsuchte die Staatsanwaltschaft Frankfurt am Main die Privat- und Büroräume des Journalisten wegen des „Verdachts auf Anstiftung zum Verrat von Dienstgeheimnissen“ (§ 353b StGB). Ulfkotte soll über Staatsschutzverfahren Bescheid gewusst haben, bevor diese öffentlich bekannt wurden. Der Autor dementierte Bestechungsvorwürfe und bezeichnete die Verdächtigung als politisch motiviert. Der Deutsche Journalisten-Verband (DJV) äußerte sich zurückhaltend zu der Maßnahme: „Wenn es darum gehen sollte, in Zeiten weit verbreiteter Angst vor Terror einen Journalisten mundtot zu machen, müsste dagegen massiv protestiert werden“ (DJV-Pressesprecher Hendrik Zörner). Das Verfahren wurde 2005 eingestellt.
Ulfkotte verfasste Bücher über Nachrichtendienste und Islamismus. Ab 2008 erschienen seine Bücher beim Kopp Verlag, der für sein esoterisches, verschwörungstheoretisches und rechtspopulistisches Angebot bekannt ist. Dort war er auch regelmäßiger Autor des Internetportals Kopp-Online und Chefredakteur des Wochenmagazins Kopp-Exklusiv. Wegen seiner provokant rechtsgerichteten Thesen galt er als eine der Schlüsselfiguren zwischen der Neuen Rechten und Kopp.
Ulfkotte, bereits seit mehreren Jahren gesundheitlich angeschlagen, starb am 13. Januar 2017 im Alter von 56 Jahren an einem Herzinfarkt.

## Verhältnis zum Islam

### Der Krieg in unseren Städten
Ulfkottes im März 2003 im Eichborn Verlag veröffentlichtes Buch Der Krieg in unseren Städten führte zu mehreren Klagen und Prozessen. Es wurde vor dem Hintergrund eines Antrags der Islamischen Föderation Berlin (IFB) auf einstweilige Verfügung beim Landgericht Berlin noch im selben Jahr vom Markt genommen. In dem Rechtsstreit ging es um die im Buch erhobene Behauptung, die Islamische Föderation sei ein Landesverband der Islamischen Gemeinschaft Millî Görüş (IGMG). Nach Angaben von Eberhard Seidel, der in der taz eine mangelnde Unterstützung von Ulfkotte durch die Medien beklagte, rollte nachfolgend eine „Prozesslawine“ auf den Verlag zu, weil verschiedene islamische Vereine, Organisationen, Unternehmen und Privatpersonen ebenfalls gegen das Buch klagten. 2004 erschien eine aktualisierte und überarbeitete Neuauflage des Buches im S. Fischer Verlag.
Der Islamwissenschaftler Henner Kirchner warf Ulfkotte Islamophobie sowie mangelnde Seriosität vor. In Anspielung auf die antisemitische Hetzschrift Protokolle der Weisen von Zion verwendete Kirchner mit Bezug auf Ulfkottes Buch Der Krieg in unseren Städten die Wendung „Die Protokolle der Weisen von Mekka“. Ulfkottes Ansichten seien „ein islamophobes Äquivalent zu dem antisemitischen Hetzstück“. Ulfkotte verklagte Kirchner wegen des Vorwurfs der Volksverhetzung sowie mehrere das Buch kritisierende Blogs. Kirchner wurde auf seine Klage hin vom Landgericht Berlin zur Zahlung eines Schmerzensgeldes von 5000 Euro verurteilt.
Stefan Weidner kritisierte in der Zeit an Ulfkottes Buch insbesondere dessen „zum großen Teil fragwürdig[e], wenn nicht absurd[e]“ Schlüsse. In der Neuen Zürcher Zeitung hieß es bei Heribert Seifert: „Ein falsches Buch über ein richtiges und wichtiges Thema verschenkt die Chance zur notwendigen Aufklärung.“
Die Politik- und Islamwissenschaftlerin Julia Gerlach bezeichnete Ulfkottes Herangehensweise, die den wissenschaftlichen Diskurs nicht fördere, als „hysterisch“ und „präjudizierend“. Mehrere Rezensenten widmeten sich im Jahrbuch Extremismus und Demokratie Ulfkottes Buch. Hans-Gerd Jaschke hält darin den „Gebrauchswert dieser Studie [für] gering“. Sie habe ausschließlich „illustrativen Charakter“. Die Quellenarbeit sei „nebulös und nicht nachprüfbar“. Peter Schütt bezeichnete Ulfkotte als „Undercoveragenten“, der Verschwörungstheorien Vorschub leiste. Der Journalist Ulfkotte werfe damit sein „Berufsethos über Bord“. Das Buch sei ein „intolerantes und feindseliges Machwerk, das systematisch Vorurteile schürt und fast durchgängig mit antiislamischen Klischees operiert“. Rudolf Wassermann sieht das Verdienst des Buches dagegen darin, „Methodik und Ausmaß der Bedrohung aufgezeigt zu haben“.
Für die Publizistin Claudia Dantschke, die in den Texten zur Inneren Sicherheit des Bundesministeriums des Innern zum Thema „Islamismus“ veröffentlichte, leistet Ulfkotte mit dem Buch einem „Rassismus gegen Muslime Vorschub“. Unglaubwürdig sei der Versuch, sich als „Verteidiger der Pressefreiheit“ zu vermarkten, vor allem wenn er „in der Jungen Freiheit, dem Organ der Neuen Rechten, islamistische Einschüchterungskampagnen gegen Kritiker und das rechtswidrige Agieren einzelner Islamisten“ instrumentalisiere. Dantschke sieht in diesem Zusammenhang „ausländerfeindliche Stimmungsmache“. Der Islamwissenschaftler und Terrorismusforscher Guido Steinberg hält das Buch für „weitgehend unbrauchbar“ und der Politikwissenschaftler und Extremismusforscher Armin Pfahl-Traughber nennt es einen „pauschalisierenden, unbelegten und verschwörungsideologischen“ Beitrag.

### Heiliger Krieg in Europa
Der Publizist Hannes Schwenger schrieb im Tagesspiegel über das 2007 bei Eichborn erschienene Buch Heiliger Krieg in Europa. Wie die radikale Muslimbruderschaft unsere Gesellschaft bedroht: Ulfkotte sehe den Untergang des Abendlandes „greifbar nahe“ und schreibe dort von einem „zentralen Geheimbund, der mit grenzenlosem Hass und einer langfristigen Strategie die europäische Kultur zu zerstören sucht: der Muslimbruderschaft“. Schwenger sieht in diesen und weiteren Ausführungen erneut Parallelen zur Verschwörungstheorie um die gefälschten Protokolle der Weisen von Zion: „Doch genau darum handelt es sich bei seinem Buch, das auf 300 Seiten noch die abstrusesten Beweise einer neuen Weltverschwörung präsentiert; oft genug ohne Quellenangabe oder unter Berufung auf Zeitungsmeldungen und Verfassungsschutzberichte, deren Quellen nicht bekannt sind.“ Der Rezensent Franz Thalmair urteilte in der österreichischen Wochenzeitung Falter, Ulfkotte verbreite Verschwörungstheorien und beschreibe mit reduktionistischen Methoden; dass „der Realitätsgehalt der Beispiele gegen null gehe“, interessiere ihn nicht.
Wissenschaftler wie Wolfgang Benz, der Ulfkotte mehrere Seiten unter der Überschrift „Verschwörungsphantasien“ widmet, kritisierten, dass als Quellen „vage Hinweise oder auch nur Behauptungen, oft Zitate“ dienten, die nicht überprüfbar seien. Benz attestiert Ulkottes Text „sendungsbewusste Empörung, Polemik und Inkriminierung von Gesinnung“.
In der Fachzeitschrift Internationale Politik rezensierte Joseph Croitoru:

„Trotz der Fülle an Fakten gelingt es Ulfkotte allenfalls ansatzweise […] seine These zu belegen, dass es die Muslimbruderschaft sei, die allerorten im Hintergrund die Fäden zieht. Auch seine demographischen Prognosen sind tendenziös und gehören letztlich ins Reich der Spekulation […]. Mit einer gehörigen Portion Alarmismus wird das Schreckensszenario einer drohenden Islamisierung Deutschlands […] beschworen und dabei bewusst kaum zwischen muslimischen Migranten und Islamisten unterschieden. Die Panikmache hat jedoch einen klaren politischen Zweck: Das Buch soll […] nicht zuletzt dazu dienen, Ulfkottes in Gründung befindlicher antiislamistischer Partei Zulauf zu verschaffen.“

Die Islamische Föderation Berlin erreichte vor Gericht ein Vertriebsverbot für dieses Buch.

### Politische Aktivitäten

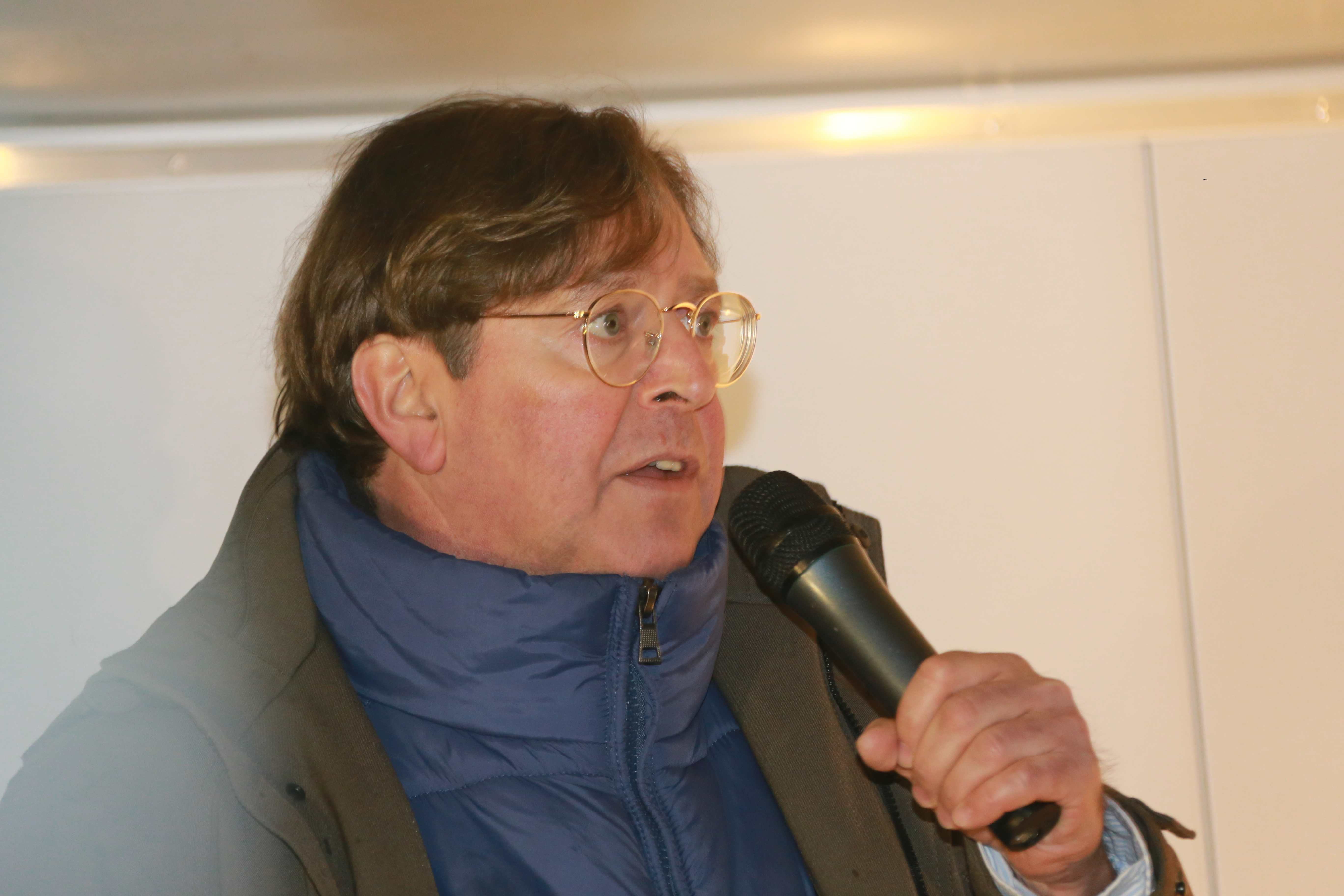
Ulfkotte bei einer Pegida-Demonstration im Januar 2015

Ulfkotte war 2006 Mitbegründer des rechtspopulistischen Vereins Pax Europa (Austritt 2008). 2007 initiierte er den Europäischen Förderverein für Demokratie und Werte. Bei der Wahl zur Bremischen Bürgerschaft 2007 unterstützte er die rechtspopulistische Wählervereinigung Bürger in Wut (BIW), der er im Juni 2007 beitrat. Die Deutsche Zentrumspartei gab vor der Hamburger Bürgerschaftswahl 2008 bekannt, dass Ulfkotte als parteiloser Kandidat auf Listenplatz 2 hinter dem Parteivorsitzenden Dirk Nockemann stehe, zur Wahl trat er aber nicht an. 2008 berichtete Die Welt von Morddrohungen im Internet gegen Ulfkotte und seine Frau im Zusammenhang mit einem auf YouTube eingestellten antiislamischen Video, das nicht von den Ulfkottes stammte, ihnen jedoch fälschlich zugeschrieben wurde.
Pax Europa plante für den 11. September 2007 zusammen mit der dänischen SIAD (Stop Islamiseringen af Danmark) und der britischen No Sharia Here eine europaweite Demonstration gegen die „Islamisierung Europas“ in Brüssel. Diese wurde am 9. August 2007 vom Brüsseler Bürgermeister Freddy Thielemans (PS) verboten. Daraufhin klagten die Vereine gegen das Verbot und wurden hierbei vom belgischen Anwalt Hugo Coveliers vertreten, den ihnen Philip Dewinter, der Fraktionsvorsitzende der rechtsextremen Vlaams Belang, vermittelt hatte. Die Klage wurde am 30. August 2007 abgewiesen. Nach dem Verbot der Demonstration in Brüssel kündigte der Verein Pax Europa an, in Köln demonstrieren zu wollen. Nach anfänglicher Kooperation distanzierten sich Ulfkotte und Pax Europa Anfang September 2007 vom Vlaams Belang und dem Kölner Ableger der Deutschen Liga für Volk und Heimat (DLVH), der Bürgerbewegung pro Köln, die zur Teilnahme an den Demonstrationen aufgerufen hatten. Anfang Dezember 2008 verließ Ulfkotte den von ihm gegründeten Verein Bürgerbewegung Pax Europa wegen dessen, so Ulfkotte, „zunehmend extremistischen Kurses“ und warf ihm die Verbreitung „rassistischer und womöglich volksverhetzender Bilder im Stürmer-Stil“ vor.
FAZ-Herausgeber Günther Nonnenmacher, der Ulfkotte aus dessen Zeit als FAZ-Redakteur kannte, nannte ihn 2007 einen „bunten Hund“, so der Tagesspiegel. Zu Ulfkottes Plänen, eine Partei (Pax Europa) zu gründen, meinte Nonnenmacher, dass Ulfkotte „kein geschlossenes Weltbild“ habe und auf einen Trend aufspringe. Astrid Geisler kritisierte in der taz, Ulfkotte „erzähle vor allem Geschichten“. Der Publizist Jörg Lau bezeichnete 2007 im Zusammenhang mit dem Verbot der sogenannten Demonstration gegen die „Islamisierung Europas“ in Brüssel deren Veranstalter und Unterstützer als „Horde von ziemlich zwielichtigen Anti-Islam-Hysterikern“ und nannte ausdrücklich auch Ulfkottes damaligen „Pax Europa“-Verein. Lau warf Ulfkotte vor, sich nur halbherzig von „Rechtsradikalen“ zu distanzieren. Spiegel-Redakteur Erich Follath äußerte, dass Ulfkotte „gern Panik“ verbreite.
In einer Analyse unter dem Titel Antiislamischer Rechtspopulismus in der extremen Rechten (2009) ging der Sozialwissenschaftler Alexander Häusler vom Forschungsschwerpunkt Rechtsextremismus/Neonazismus der FH Düsseldorf auch auf Ulfkotte ein. Häusler sah ihn ursprünglich „hofiert“ durch Stefan Herre von Politically Incorrect. Ulfkotte würde sich als „Islam-Experte“ stilisieren, um dann auf Veranstaltungen aus dem Umfeld der Pro-Bewegung mit populistischer Rhetorik wie der „schleichende[n] Islamisierung Europas“ auftreten zu können.
Am 22. Dezember 2014 trat Ulfkotte als „offizieller“ Redner auf der von PRO NRW gesteuerten Bogida-Demonstration auf und machte dort „16 Argumente“ zur Unterstützung von Pegida öffentlich. Als Redner nahm er am 5. Januar 2015 an einer Pegida-Veranstaltung in Dresden teil. Nach dem Fachjournalisten Olaf Sundermeyer hatte er sich in den letzten Jahren „allmählich zum Rechtspopulisten radikalisiert“.
Am 27. März 2015 kam es in Dietzenbach bei einem AfD-„Bürgerstammtisch“ zu einer Auseinandersetzung zwischen Ulfkotte und einer Gruppe von Jungsozialisten, welche eine Lesung von Ulfkotte zu stören versuchten. Nach einem Augenzeugenbericht griff Ulfkotte in diesem Zusammenhang einen minderjährigen Zuhörer körperlich an. Er sei dabei vom hessischen NPD-Landesvorsitzenden Stefan Jagsch und dessen Stellvertreter Daniel Lachmann flankiert worden. Wegen des Vorfalls wurde nach Angaben der taz ein Ermittlungsverfahren gegen Ulfkotte eingeleitet, da sich der Anfangsverdacht eines Körperverletzungsdeliktes ergeben habe. Ulfkotte bestritt, eine Körperverletzungshandlung begangen zu haben. Er habe zudem „die um ihn Herumstehenden nicht gekannt“. Nach seiner Darstellung habe Ulfkotte lediglich einen der Störer zum Verlassen des Saales aufgefordert und an der Schulter gefasst, der junge Aktivist habe sich „sofort fallen gelassen“.

### Einschätzungen
Ulfkotte betrieb die Website akte-islam.de. Der Politikwissenschaftler Peter Widmann bezeichnete diese 2008 in einer Analyse zu rechtspopulistischen Islamkritikern als „boulevardesk“. Ulfkotte führe dort einen „abendländischen Existenzkampf“.
Heiner Bielefeldt, Inhaber des Erlanger Lehrstuhls für Menschenrechte und Menschenrechtspolitik, zählt Ulfkottes Werk zur „islamophobe[n] Propagandaliteratur“. Er zeichne „monströse Angstszenarien“, etwa mit Prophezeiungen, in Europa werde ein „Eurabien“ entstehen, man werde hier um 2050 die Scharia einführen und es stehe eine Islamisierung (Stichwort Geburtenrate) bevor, die wiederum mit der Neutronenbombe vergleichbar sei. Ulfkotte strebe eine „Tabuisierung des Islamophobie-Begriffs“ an und behindere so eine aufgeklärte Debatte. Für die Sprachwissenschaftlerin Sabine Schiffer verbreitet Ulfkotte im Internet rechte und evangelikale Ansätze, ähnlich wie Stefan Herre (Politically Incorrect) oder Willi Schwend (Bundesverband der Bürgerbewegungen). Ulfkotte erreichte jedoch mit einer Klage, dass die Gegeninitiative Watchblog Islamophobie ihren Betrieb einstellen musste. Laut Thorsten Gerald Schneiders sind „Islamkritiker“ wie Ulfkotte auch bei eigenen Erfahrungen aus islamisch geprägten Staaten beruflich nicht qualifiziert für profunde Aussagen über theologische Aspekte. Sie betrieben mit ihren Aktivitäten eine Skandalisierung anhand von Einzelbeispielen, die eine moralische oder gesetzliche Schuld von den Muslimen nachweisen sollen. Mit „Spott“ und „Legendenbildung“ werde ein Einknicken der deutschen Gesellschaft vor dem Islam behauptet, etwa beim getrennten schulischen Sportunterricht.
2010 unterstützte Ulfkotte die Thesen des Bestsellers Deutschland schafft sich ab von Thilo Sarrazin. Christoph Kopke vom Moses Mendelssohn Zentrum für europäisch-jüdische Studien in Potsdam bezeichnete Ulfkotte in einer Broschüre (2013) für das Brandenburger Innenministerium als „islamkritischen [bzw.] islamfeindlichen Autoren“ und stellte ihn in eine Reihe mit Geert Wilders und Thilo Sarrazin, aber auch mit Organisationen wie dem Blog Politically Incorrect, der Partei Die Freiheit, der Wochenzeitung Junge Freiheit und dem Kopp Verlag.
Die Kulturwissenschaftlerin Gabriele Dietze ordnete 2011 Ulfkottes Islamkritik dem Bereich der rechten Verschwörungstheorie zu und bezeichnete die aufgeworfene Konstruktion europäischer Überlegenheit als Okzidentalismus. Ähnlich äußerten sich 2013 der Politikwissenschaftler Farid Hafez und der Religionswissenschaftler Ernst Fürlinger. Ersterer warf Ulfkotte vor, eine in sich geschlossen islamophobe Verschwörungstheorie von „Eurabien“ zu propagieren.
Für den FAZ-Redakteur Patrick Bahners (2011) hat Ulfkottes Islamkritik in den letzten Jahren die „klassisch politikgeschichtliche Methode“ verlassen, sodass bei seinen Fernsehauftritten „im Namen journalistischer Objektivität bizarre Phantasien und makabre Planspiele normale Elemente des öffentlichen Gesprächs“ würden.
Heribert Schiedel vom Dokumentationsarchiv des österreichischen Widerstandes bezeichnete Ulfkotte als „antimuslimische[n] Verschwörungsmystiker“.
Der Antisemitismusforscher Wolfgang Benz verglich die Argumentationsstrukturen Ulfkottes 2014 mit denen des Antisemitismus des 19. Jahrhunderts. Benz sieht Übereinstimmungen hinsichtlich Unterwanderungs- und Überwältigungsfantasien, der Konzentration auf einseitig interpretierte religiöse Texte, um eine „schlechte Sittenlehre“ zu postulieren, und hinsichtlich der Annahme einer Weltverschwörung. Ulfkotte beschwöre eine „muslimische Weltrevolution“ und einen „geheimen Plan zur Unterwanderung nichtmuslimischer Staaten“, was nur seiner Fantasie entspringe, wie bei den Protokollen der Weisen von Zion aber Fremdenfeinden als Versicherung ausreiche. Als Autor sei Ulfkotte „gewiss nicht allzu ernst zu nehmen“, denn er sei ein „Populist“, der seine Bücher mit „Panikmache“ verkaufe. Für die Historikerin Yasemin Shooman ist Ulfkotte einer der „Stichwortgeber der rechtspopulistisch-islamfeindlichen Szene in Deutschland“.

## Weitere Publikationen
Ulfkottes Bücher wurden zum Teil in der Bestsellerliste des Spiegels geführt: Verschlußsache BND (1997: 5), Der Krieg in unseren Städten (2003: 9) und Gekaufte Journalisten (2014/15: 3); und des Focus: Verschlusssache BND (1997: 7), Marktplatz der Diebe (1999: 4), Der Krieg in unseren Städten (2003: 7), SOS Abendland (2008: 19), Vorsicht Bürgerkrieg! (2009: 20) und Gekaufte Journalisten (2014/15: 6). Der Gehalt seiner Bestseller wird von deutschen Feuilletons eher verneint.

### Umweltzerstörungen durch Shell in Nigeria
Zum Politikum wurde 1996 Ulfkottes Haltung zur Verantwortlichkeit des Ölkonzerns Shell für Umweltzerstörungen im Niger-Delta. Mit Artikeln wie Die Legende von der Umweltkatastrophe am Niger, in denen Ulfkotte die Existenz weiträumiger Umweltschäden in Abrede stellte und Aussagen des nigerianischen Aktivisten Ken Saro-Wiwa relativierte, zog sich der Autor Kritik von Umweltschützern und Menschenrechtlern zu. Ulfkotte wurde in diesem Zusammenhang die Teilnahme an einer von Shell organisierten und finanzierten Journalistenreise vorgeworfen, wobei er das Sponsoring durch Shell in seinen Artikeln verschwiegen hatte. Die Berichterstattung Ulfkottes in der FAZ fiel shellfreundlich aus. Karl Rössel schrieb 1997 in der Zeitschrift Konkret, Ulfkotte sei „geschmiert“ worden, und seine Zeitung habe sich für Shell prostituiert. Die FAZ und Ulfkotte klagten auf Unterlassung dieser beiden Aussagen. Das Kölner Landgericht wertete Rössels Behauptung jedoch nicht als Schmähkritik, sondern als zulässige Meinungsäußerung.

### Gekaufte Journalisten
Ein Autorenteam des Magazins Der Spiegel (u. a. Jörg Schindler) schrieb 2014, das Buch sei gespickt mit „Verschwörungstheorien“. Jan Fleischhauer kommentierte 2015, ebenfalls im Spiegel, das Buch sei „in wesentlichen Teilen eine Abrechnung mit dem Frankfurter Traditionsblatt“, also der FAZ als Ulfkottes ehemaligem Arbeitgeber.
Marc Reichwein befand 2014 in Die Welt: Ulfkotte habe „dabei etliche falsche Fakten entlarvt, allerdings auch nur stichprobenartig. Niemand wird sich die Arbeit antun, ein solches Buch zur Gänze zu dekonstruieren. Denn das Prinzip ist schnell klar: Verschwörungstheorie trifft Medienkritik.“
Der Literaturkritiker Denis Scheck kommentierte 2014 im Deutschlandfunk: „Ganz bei sich ist diese für die übelste Version des deutschen Stammtischs geschriebene Tirade eines gekränkten und verängstigten Kleinbürgers […].“ Es sei ein „Amoklauf in Buchform“.
Auch die Extremismusforscher Uwe Backes, Alexander Gallus und Eckhard Jesse attestierten Ulfkotte „Rundumschläge mit verschwörungstheoretischem Tenor“.
Die Zeit wies darauf hin, dass Ulfkotte sein Buch 2015 beim Neujahrsempfang der AfD vorstellen durfte, und nannte dies ein „Geben und Nehmen“.
Stefan Niggemeier meinte in seinem Faktencheck, das Buch stecke „voller Übertreibungen, Verdrehungen und Unwahrheiten.“

### Die Asyl-Industrie
Nach dem Politikwissenschaftler Farid Hafez, der das Buch Die Asyl-Industrie für das Jahrbuch Extremismus & Demokratie rezensierte, zählten zu Ulfkottes Quellen nicht nur seriöse, sondern auch boulevardeske und politisch tendenziöse (u. a. Junge Freiheit und Politically Incorrect). Ulfkotte verdrehe in der Gesamtschau Fakten, spreche Unwahrheiten aus und leite Menschen in die Irre.

## Auszeichnung
- 2003: Staatsbürgerpreis der Annette Barthelt-Stiftung (Laudatio durch Günther Beckstein)[70]

## Publikationen (Auswahl)
- Interessenspezifische Nahostpolitik der Großmächte im Nahen Osten 1948–1979. Sowjetische, amerikanische, französische und britische Waffenexporte an den Nahost-Staaten Israel und Ägypten in den Jahren 1948–1979, im Kontext der Nahostpolitik der Geberländer, unter besonderer Berücksichtigung der damit angestrebten Einflussnahme. Haag und Herchen, Frankfurt am Main 1984, ISBN 3-88129-766-9.
- Kontinuität und Wandel amerikanischer und sowjetischer Politik in Nah- und Mittelost 1967 bis 1980 (= Historische Forschungen, Band 22), Schäuble, Rheinfelden 1988, ISBN 3-87718-228-3 (Dissertation Universität Freiburg im Breisgau 1987, 442 Seiten).
- Verschlußsache BND. Koehler und Amelang, 3. Auflage, München/Berlin 1997, ISBN 3-7338-0214-4 (überarbeitete und aktualisierte Taschenbuchausgabe: Heyne, München 1998, ISBN 3-453-14143-1).
- Marktplatz der Diebe. Wie die Wirtschaftsspionage deutsche Unternehmen ausplündert und ruiniert. Bertelsmann, München 1999, ISBN 3-570-00198-9.
  - aktualisierte und erweiterte Taschenbuchausgaben: Wirtschaftsspionage. Wie deutsche Unternehmen von ausländischen Geheimdiensten ausgeplündert und ruiniert werden. Goldmann, München 2001, ISBN 3-442-15125-2; Kopp, Rottenburg 2010, ISBN 978-3-942016-34-6.
- So lügen Journalisten. Der Kampf um Quoten und Auflagen. Bertelsmann, München 2001, ISBN 3-570-00199-7 (vollständige Taschenbuchausgabe: Goldmann, München 2002, ISBN 3-442-15187-2).
- Gencode J. Eichborn, Frankfurt am Main 2001, ISBN 3-8218-0860-8.
- Propheten des Terrors. Das geheime Netzwerk der Islamisten. Goldmann, München 2001, ISBN 3-442-15196-1.
- Der Krieg in unseren Städten. Wie radikale Islamisten Deutschland unterwandern. Eichborn, Frankfurt am Main 2003, ISBN 3-8218-3978-3 (aktualisierte Neuausgabe: Fischer, Frankfurt am Main 2004, ISBN 3-596-16340-4).
- Grenzenlos kriminell. Die Risiken der EU-Osterweiterung. Was Politiker verschweigen. Bertelsmann, München 2004, ISBN 3-570-00200-4; Taschenbuchausgabe: Goldmann, München 2005, ISBN 3-442-15345-X.
- Der Krieg im Dunkeln. Die wahre Macht der Geheimdienste. Eichborn, Frankfurt am Main 2006, ISBN 3-8218-5578-9 (aktualisierte Taschenbuchausgabe: Heyne, München 2008, ISBN 978-3-453-60069-0).
- Heiliger Krieg in Europa. Wie die radikale Muslimbruderschaft unsere Gesellschaft bedroht. Eichborn, Frankfurt am Main 2007, ISBN 978-3-8218-5577-6 (aktualisierte Taschenbuchausgabe: Heyne, München 2009, ISBN 978-3-453-62032-2).
- SOS Abendland. Die schleichende Islamisierung Europas. Kopp, Rottenburg 2008, ISBN 978-3-938516-72-0.
- Vorsicht Bürgerkrieg! Was lange gärt, wird endlich Wut. Kopp, Rottenburg 2009, ISBN 978-3-938516-94-2.[71]
- Kein Schwarz. Kein Rot. Kein Gold. Armut für alle im „Lustigen Migrantenstadl“. Kopp, Rottenburg 2010, ISBN 978-3-942016-42-1.
- mit Michael Grandt, Gerhard Spannbauer: Europa vor dem Crash: was Sie jetzt wissen müssen, um sich und Ihre Familie zu schützen. Kopp, Rottenburg 2011, ISBN 978-3-942016-64-3.
- Albtraum Zuwanderung. Lügen, Wortbruch, Volksverdummung. Kopp, Rottenburg 2011, ISBN 978-3-86445-011-2.
- mit Wilhelm Hankel, Bruno Bandulet, Bernd-Thomas Ramb, Karl Albrecht Schachtschneider: Gebt uns unsere D-Mark zurück. Fünf Experten beantworten die wichtigsten Fragen zum kommenden Staatsbankrott. Kopp, Rottenburg 2012, ISBN 978-3-86445-035-8.
- mit Michael Brückner: Politische Korrektheit. Von Gesinnungspolizisten und Meinungsdiktatoren. Kopp, Rottenburg 2013, ISBN 978-3-86445-090-7.
- Gekaufte Journalisten. Wie Politiker, Geheimdienste und Hochfinanz Deutschlands Massenmedien lenken. Kopp, Rottenburg 2014, ISBN 978-3-86445-143-0.
- Mekka Deutschland: Die stille Islamisierung. Kopp, Rottenburg 2015, ISBN 978-3-86445-217-8.
- Die Asyl-Industrie. Wie Politiker, Journalisten und Sozialverbände von der Flüchtlingswelle profitieren. Kopp, Rottenburg 2015, ISBN 978-3-86445-245-1.
- mit Stefan Schubert: Grenzenlos Kriminell. Was Politik und Massenmedien über die Straftaten von Migranten verschweigen. Kopp, Rottenburg 2016, ISBN 978-3-86445-306-9.
- Volkspädagogen. Wie uns die Massenmedien politisch korrekt erziehen wollen. Kopp, Rottenburg 2016, ISBN 978-3-86445-388-5.
- Alles Einzelfälle. Massenmigration und Sexualdelikte. Verlag Antaios, Schnellroda 2018, ISBN 978-3-944422-15-2.